# Sportitalia
 (décembre 2012).
Si vous disposez d'ouvrages ou d'articles de référence ou si vous connaissez des sites web de qualité traitant du thème abordé ici, merci de compléter l'article en donnant les références utiles à sa vérifiabilité et en les liant à la section « Notes et références ».
SportItalia est une chaîne de télévision italienne consacrée au sport diffusée depuis le 6 février 2004. Elle fait partie du LT Multimedia.